# Reedsport
Reedsport is een plaats (city) in de Amerikaanse staat Oregon, en valt bestuurlijk gezien onder Douglas County.

## Demografie
Bij de volkstelling in 2000 werd het aantal inwoners vastgesteld op 4378. In 2006 is het aantal inwoners door het United States Census Bureau geschat op 4355, een daling van 23 (-0,5%).

## Geografie
Volgens het United States Census Bureau beslaat de plaats een oppervlakte van 5,9 km², waarvan 5,3 km² land en 0,6 km² water. Reedsport ligt op ongeveer 9 m boven zeeniveau.

## Plaatsen in de nabije omgeving
De onderstaande figuur toont nabijgelegen plaatsen in een straal van 36 km rond Reedsport.